# Máel Ruain
São Máel Ruain (falecido em 792) foi fundador e abade-bispo do mosteiro de Tallaght (Dublin, Irlanda). Ele é muitas vezes considerado uma figura de liderança do "movimento" monástico que se tornou conhecido pela como o Céli Dé. Ele não deve ser confundido com o homônimo posterior Máel Ruain, bispo de Lusca (Dublin).

## Fundação de Tallaght
Pouco se sabe de sua vida. Máel Ruain não é seu nome pessoal dado no nascimento ou batismo, mas seu nome monástico, composto de Irlandês antigo Máel ("aquele que é tonsurado") e Ruain ("de Rúadán"), o que pode significar que ele era um monge do Mosteiro de São Rúadán em Lothra (Tipperary). Embora seu passado e início de carreira permaneçam obscuros, ele é geralmente creditado como fundador do mosteiro de Tallaght, às vezes chamado de "Tallaght de Máel Ruain", na segunda metade do século VIII. Isto pode ser apoiado por uma entrada de 10 de agosto no Martirólogo de Tallaght, que nota que Máel Ruain veio a Tallaght carregando com ele "relíquias dos santos, mártires e virgens" (cum suis reliquiis sanctorum martirum e uirginum), aparentemente com um olho para fundar sua casa. De qualquer forma, não há evidência de um estabelecimento religioso em Tallaght antes da chegada de Máel Ruain e, embora Tamlachtae, o nome irlandês antigo de Tallaght, se refira a um cemitério, ainda não era a regra para os cemitérios ficarem adjacentes a uma igreja. Detalhes precisos das circunstâncias são desconhecidos. Uma linha no Livro de Leinster diz que em 774 o monge obteve a terra em Tallaght do rei de Leinster, Cellach mac Dúnchada (m. 776), descendente do Uí Dúnchada do ramo Uí Dúnlainge do Laigin , mas não há autoridade contemporânea dos anais para apoiar a declaração. No Martirológio de Tallaght e nas entradas para a sua morte nos anais irlandeses (ver abaixo), ele é denominado como bispo.

## Liturgia e ensinamentos
O discípulo mais conhecido de Máel Ruain foi Óengus Culdee, autor do Félire Óengusso, um martirológio ou calendário versificado que celebra as festas dos santos irlandeses e não irlandeses, e possivelmente também da versão anterior da prosa, o Martirológio de Tallaght. No seu epílogo para o Félire Óengusso, escrito algures após a morte de Máel Ruain, Óengus mostra-se muito grato ao seu "tutor" (aite), a quem ele lembra em outro lugar como "o grande sol na planície sul de Meath" (grían már desmaig Midi). No início do século IX, Tallaght também parece ter produzido o chamado Antigo Penitencial Irlandês.
Embora as preocupações litúrgicas sejam evidentes nos dois martirológios, não há evidência estritamente contemporânea dos próprios princípios e práticas monásticas de Máel Ruain. A evidência de seus ensinamentos e sua influência vem principalmente por meio de uma série de escritos do século IX associados à comunidade Tallaght, conhecidos coletivamente como "memórias de Tallaght". Um dos principais textos é o Mosteiro de Tallaght (século IX), que lista os preceitos e hábitos de Máel Ruain e alguns de seus associados, aparentemente lembrados por seu seguidor Máel Díthruib, de Terryglass. De origem menos certa é o texto conhecido como a Regra de Céli Dé, que é preservado no Leabhar Breac (século XV) e contém várias instruções para a regulamentação e observância da vida monástica, nomeadamente em questões litúrgicas. É atribuída a Óengus e a Máel Ruain, mas o texto em sua forma atual é uma versão em prosa do verso original, possivelmente escrito no século IX por uma de suas comunidades. Estas obras de orientação parecem ter sido modeladas nos dizeres dos Padres do Deserto egípcios, em particular as Conferências de João Cassiano. As preocupações típicas neles incluem a importância da recitação diária do Saltério, do autocontrole e tolerância das indulgências nos desejos corporais e da separação das preocupações mundanas. Contra as práticas de movimentos monásticos irlandeses anteriores, Máel Ruain é citado como proibindo seus monges de irem a uma peregrinação no exterior, preferindo, em vez disso, promover a vida comunitária no mosteiro.
A reputação de Máel Ruain como professor influente no mundo monástico se estendeu para além dos confins dos muros do claustro é sugerida pelo tratado posterior Lucht Óentad Máele Ruain ("Povo da Unidade de Máel Ruain"), que enumera os doze mais proeminentes associados que abraçaram seus ensinamentos. Dizem que incluem Óengus, Máel Díthruib de Terryglass, Fedelmid mac Crimthainn, rei de Cashel, Diarmait ua hÁedo Róin de Castledermot (Kildare) e Dímmán de Araid.

## Morte e veneração
Os Anais de Ulster relatam, no ano de 792, que Máel Ruain teve uma morte pacífica, chamando-o de bispo (episcopus) e soldado de Cristo (miles Christi). Nos Anais dos Quatro Mestres, no entanto, em que ele também é denominado "bispo", sua morte é atribuída, provavelmente incorretamente, ao ano 787. Sua festa no Martirológio de Tallaght e Félire Óengusso é no dia 7 de julho. Ele foi sucedido como abade de Tallaght por Airerán.